# Palauig
Palauig est une ville de 3e classe située dans la province de Zambales aux Philippines. Selon le recensement de 2010 elle est peuplée de 33 286 habitants.

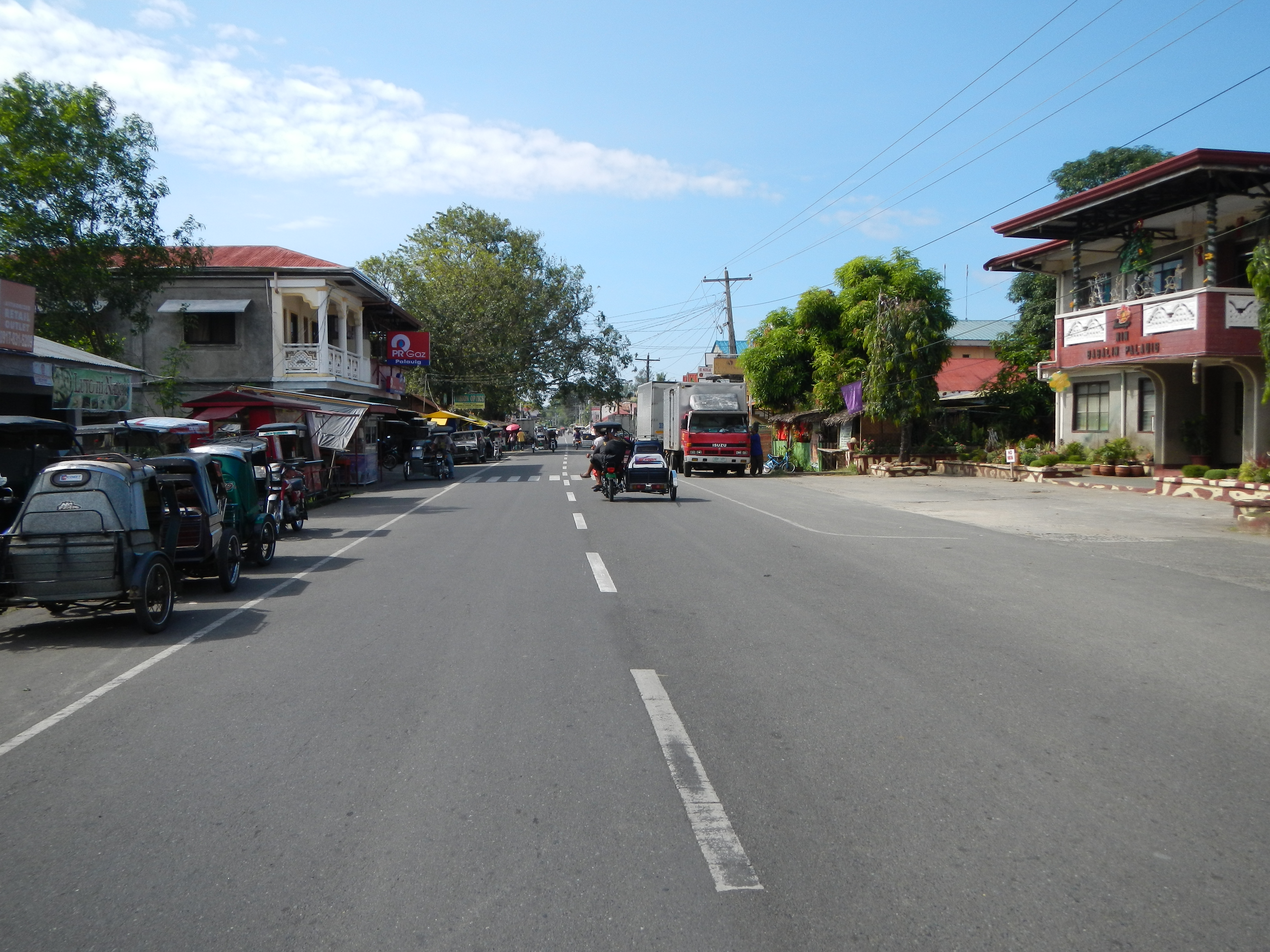
Centre ville

## Barangays
Palauig est divisée en 19 barangays.
- Alwa
- Bato
- Bulawen
- Cauyan
- Poblacion de l'est
- Garreta
- Libaba
- Liozon
- Lipay
- Locloc
- Macarang
- Île de Magalawa
- Pangolingan
- Salaza
- San Juan
- Santo Niño
- Santo Tomas
- San Vincente
- Poblacion de l'ouest

## Démographie
| Année | Habitants | Évolution |
| ----- | --------- | --------- |
| 1995  | 26 764    | -         |
| 2000  | 29 983    | 11,86 %   |
| 2007  | 30 747    | 2,55 %    |
| 2010  | 33 286    | 8,26 %    |